# A sárkányőrző
A sárkányőrző (eredeti cím: Guardiana de dragones) 2024-ben bemutatott spanyol–kínai 3D-s számítógépes animációs fantasy kalandfilm, amelyet Salvador Simó és Li Jianping rendezett. A forgatókönyvet Carole Wilkinson, Pablo Castrillo, Ignacio Ferreras és Rosanna Checcini írta, Carole Wilkinson 2003-as Dragonkeeper című regénye alapján. 
Világpremierje 2024. március 1-jén volt a 27. Málagai Filmfesztiválon. Magyarországon november 7-én mutatta be a Fórum Hungary.

## Cselekmény
Az ősi kínai birodalomban, a Han-dinasztia idején a sárkányokra, az emberek egykori barátaira és bölcs szövetségeseire évek óta vadásznak és ketrecbe zárják őket. Egy távoli erődben egy fiatal lány segít az utolsó élő sárkánynak megszökni a fogságból, és csatlakozik hozzá egy izgalmas kalandra a császár seregei elől menekülve, hogy visszaszerezze legértékesebb kincsét: az utolsó sárkánytojást, amelyet egy gonosz varázsló lopott el, aki a benne rejlő hatalomra vágyik a halhatatlanság eléréséhez.

## Szereplők
| Szerep           | Angol hang          | Magyar hang         |
| ---------------- | ------------------- | ------------------- |
| Danzi, a sárkány | Bill Nighy          | Görög László        |
| Wang Chao        | Bill Bailey         | Csuha Lajos         |
| Diao             | Anthony Howell      | Molnár Kristóf      |
| Ping             | Mayalinee Griffiths | Bak Julianna        |
| Kwan             | Andrew Leung        | Dózsa Zoltán        |
| Lao Ma           | Sarah Lam           | Igó Éva             |
| Császár          | Paul McEwan         | Bardóczy Attila     |
| Herceg           | Felix Rosen         | Rostás Ábel         |
| Lan              | Tony Jayawardena    | Kálloy Molnár Péter |
| Patkány          | Colin Ryan          | Galbenisz Tomasz    |

### Magyar változat
- Bemondó: Egressy G. Tamás
- Magyar szöveg: Laki Mihály
- Hangmérnök és vágó: Szabó Miklós
- Gyártásvezető: Boskó Andrea
- Szinkronrendező: Kosztola Tibor
- Produkciós vezető: Jávor Barbara

A szinkront a Dub 4 Stúdió készítette el.

## A film készítése
A Carole Wilkinson 6 könyvből álló saga első regényének adaptációjaként, spanyol-kínai koprodukcióban készülő projektet 2017-ben jelentették be a China Film Group China Film Animation, a spanyol Dragoia Media, Movistar Plus és Atresmedia Cine részvételével. A film költségvetése 24 millió euró volt.
A spanyol animációt az Ilion Animation Studios kezdte el, de miután ezt a céget felvásárolta a Skydance Animation, egy új stúdiót hoztak létre Guardián de Dragones néven, hogy befejezze a gyártást. Sergio Pablos madridi SPA stúdiója is dolgozott a korai fejlesztés és gyártás egy részén.

## Bemutató

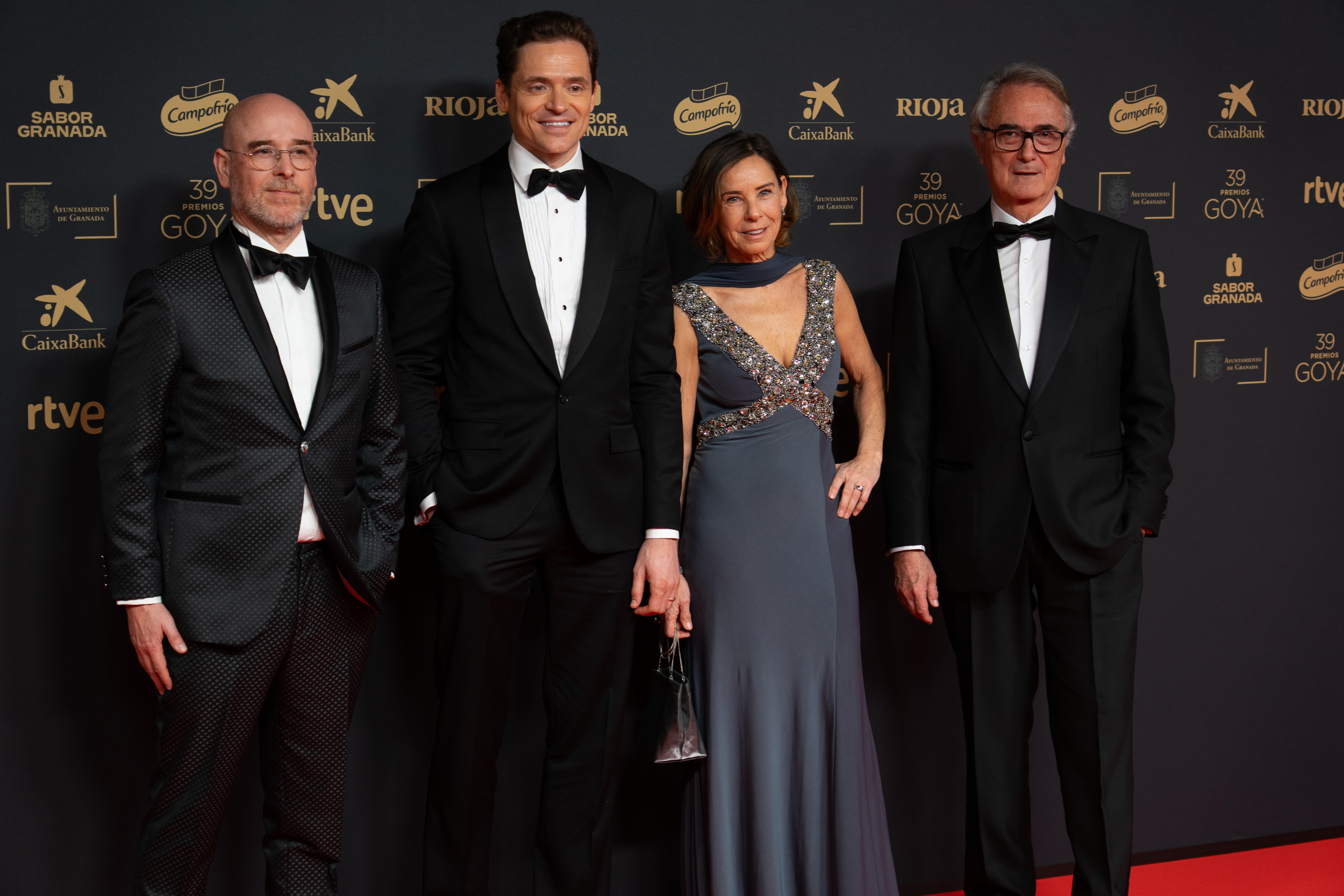
A sárkányőrző stábja a 39. Goya-díjátadón 2025 februárjában

A film Spanyolországban (A Contracorriente), Kínában (China Film Group) és Latin-Amerikában (Imagem Filmes) került a mozikba. A Viva Kids megvásárolta a film észak-amerikai forgalmazási jogait, míg a Hulu biztosította a streaming jogokat a régióban a mozikba kerülés utáni időszakra.
A sárkányőrző a tervek szerint 2023. szeptember 22-én került volna a spanyol mozikba. Ezt követően a spanyolországi megjelenést 2023-ról 2024-re halasztották. A film 2024. március 4-én nyitotta meg a 27. Málagai Filmfesztivált, majd 2024. április 19-én 300 moziban debütált Spanyolországban.
A Viva Pictures 2024. május 3-án jelentette meg a filmet az Amerikai Egyesült Államokban. A Vertigo Releasing az Egyesült Királyságban és Írországban 2024. szeptember 27-én 460 helyszínen mutatta be a filmet. Az Umbrella Entertainment 2025. január 16-ra tűzte ki a film mozibemutatóját Ausztráliában és Új-Zélandon.